# Marta Cox
Marta Alexandra Cox Villarreal (født 20. juli 1997) er en panamansk fodboldspiller, der spiller som midtbanespiller for den mexicanske Liga MX Femenil side Pachuca og Panamas kvindelandshold. Hun har tilnavnet Keky.